# Луковичівська сільська рада
Луковичівська сільська рада — адміністративно-територіальна одиниця та орган місцевого самоврядування у Іваничівському районі Волинської області з адміністративним центром у селі Луковичі.

## Населені пункти
Сільській раді підпорядковані населені пункти:
- с. Луковичі
- с. Бужковичі
- с. Орищі

## Населення
Згідно з переписом УРСР 1989 року чисельність наявного населення сільської ради становила 1150 осіб, з яких 527 чоловіків та 623 жінки.
За переписом населення України 2001 року в сільській раді мешкало 1130 осіб.

### Мова
Розподіл населення за рідною мовою за даними перепису 2001 року:
| Мова       | Відсоток |
| ---------- | -------- |
| українська | 99,65 %  |
| російська  | 0,26 %   |
| білоруська | 0,09 %   |

## Склад ради
Сільська рада складається з 16 депутатів та голови. Майже всі депутати п'ятнадцятеро з шістнядцяти (93.8 %) є самовисуванцями та один депутат (6.2 %) від Комуністичної партії України.

## Керівний склад сільської ради
| ПІБ                   | Основні відомості                                                 | Дата обрання | Дата звільнення |
| --------------------- | ----------------------------------------------------------------- | ------------ | --------------- |
| П'ятоха Ігор Павлович | Сільський голова, 1966 року народження, освіта, безпартійний      | 26.03.2006   | 31.10.2010      |
| П'ятоха Ігор Павлович | Сільський голова, 1966 року народження, освіта вища, безпартійний | 31.10.2010   |                 |

Примітка: таблиця складена за даними джерела

## Населення
Населення сільської ради згідно з переписом населення 2001 року становить 1,136 осіб, площа — 36.84 км², щільність — 30.8 осіб/км². 
| Населенні пункти  | 2001 рік | 1989 рік |
| ----------------- | -------- | -------- |
| Бужковичі         | 231      | 570      |
| Орищі             | 451      | 740      |
| Луковичі          | 454      | 750      |
| Сукупне населення | 1,136    | 2,060    |